# 허정무
허정무(許丁茂, 1953년 12월 19일~)는 대한민국의 축구 선수, 감독, 축구 경영인으로 2023년까지 대전 하나 시티즌의 이사장직을 맡았으며 본관은 양천이다.
선수 시절 PSV 에인트호번 등에서 활약했고, 1980년대 대한민국 축구의 중심 선수로 활약했다. 국가대표팀 감독으로 부임해 한국인 감독으로서는 최초로 외국에서 열린 FIFA 월드컵에서 16강에 진출했으며 휴식을 갖기 위해 2010년 7월 2일 연임을 포기하였다. 2010년 8월 인천 유나이티드 감독이 되었지만, 2012년 4월 인천 유나이티드의 성적 부진으로 사퇴하였다. 2013년 3월 대한축구협회 부회장으로 선임되었으나, 브라질 월드컵 성적 부진으로 인해 2014년 7월 10일 대한축구협회 부회장을 사퇴했다.

## 클럽 경력
진도군 의신면 초사리 출신이다. 중학교 졸업 후 1년을 쉬었으며 아버지가 평생을 교육자로 지낸 교장 선생님이라 집안 사정이 어려운 편은 아니었지만  누나와 형이 대학 진학을 앞둔 시기였던 데다 동생들이 중학교 입학을 앞두고 있었던 터라 뒷날 중동중학교에 재편입하여 축구를 배웠다. 1978년 실업 축구단이었던 한국전력에서 자신의 성인 축구 경력을 시작하였고, 그 해 6월 해병대에 입대해 군 복무를 마쳤다.
차범근이 1979년 7월 독일 분데스리가의 아인트라흐트 프랑크푸르트에 입단하여 활약하자, 이에 자극을 받아 제대한 후 1980년 8월 네덜란드 에레디비시 팀 PSV 에인트호번에 입단하였다. 팀 적응기인 반년 정도 교체 멤버로 뛰다가 그 뒤로는 주전 선수로 활약하였고, 주로 미드필더로 뛰면서 3시즌 동안 77경기에서 15골을 넣고 1982-1983 시즌 팀의 준우승에 기여하였고, 1983년에 계약이 만료된 후 국내로 복귀하게 되었다. 1984년 K리그의 현대 호랑이의 창단 멤버로 입단하였고, 1986 시즌이 끝난 뒤 은퇴하였다.

## 국가대표팀 경력
1974년부터 1986년까지 국가대표 선수로 출전하였다. 1986년 FIFA 월드컵에 출전하여 본선 1차전 아르헨티나전에서는 마라도나를 끈질기게 마크하였는데 이때 마라도나를 발로 걷어차 마라도나가 그라운드에 나뒹굴게 되자 대한민국 축구는 '태권축구'라는 불명예를 안게 되었다. 

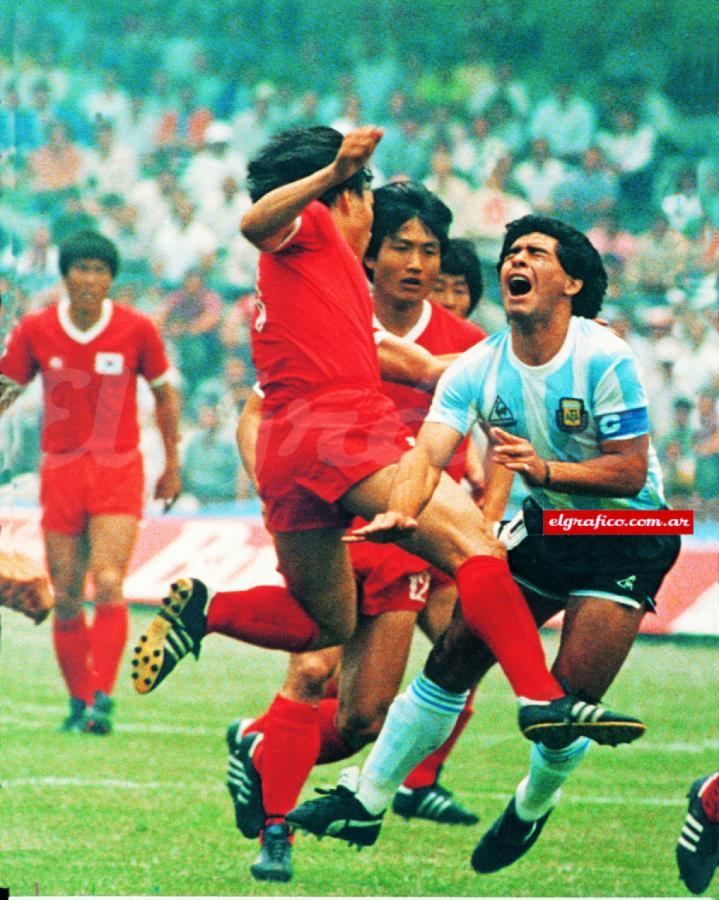

또한 본선 3차전 이탈리아전에서는 득점을 기록하기도 했다. A매치 101경기에서 30골을 넣었다.

## 지도자 경력

### 2000년 이전
1991년에 포항 제철 아톰즈에 코치로 입단하여 프로축구 무대에 돌아왔다. 1990년 FIFA 월드컵에는 트레이너, 1994년 FIFA 월드컵에는 코치로서 각각 참가하였다.
1993년 포항 아톰즈 감독에 취임하여 그 해 아디다스컵 우승컵을 들어올렸다. 1995년 시즌 도중 국가대표팀 감독에 선임되었고 이듬 해인 1996년 6월 정병탁 감독이 사임한 전남 드래곤즈의 감독으로 취임하며 K리그에 복귀하였다. 1997년 팀의 K리그 준우승과 FA컵 우승을 이끌었고, 그 능력을 인정받아 1998년 시즌 도중에 1998년 FIFA 월드컵 도중 경질된 차범근 감독의 후임으로 국가대표팀 감독에 선임되었고, 2000년 하계 올림픽 국가대표팀도 함께 맡게 되었다.
1998년 방콕 아시안 게임에서도 대표팀을 이끌었다. 예선 첫 상대인 투르크메니스탄에게 3:2 역전 패를 당하였으나 이후 일본, UAE, 쿠웨이트를 물리치면서 8강에 진출하였다. 하지만 본선 8강에서 두 명이나 퇴장당한 태국을 상대로 2:1로 역전패를 당하여 대회에서 탈락하였다.
게다가 2000년 하계 올림픽에서 2승 1패를 올리고도 첫 경기였던 스페인전을 0:3으로 패한데 따른 후유증으로 인해 8강 진출에 실패하고, 레바논에서 열린 2000년 AFC 아시안컵에서는 준결승전에서 사우디 아라비아에 패배해 3위에 머무르면서 2000년 10월 감독직에서 사퇴하였다. 이후 후임으로 히딩크 감독이 취임하면서 7년 여에 걸쳐 외국인 감독 체제가 시작되었다.

### 2000년 이후
국가대표팀 사퇴 이후 2002년 FIFA 월드컵에 대비해 대한축구협회 기술 고문을 맡았다. 그 뒤 2004년에 대한축구협회 기술위원회 부위원장을 맡았고, 그 해 6월에 요하네스 본프레러 감독이 취임한 국가대표팀 수석 코치로 선임되었다. 하지만 그 해 말에 수석 코치 직에서 사임하였고, 예전에 지휘봉을 잡았던 전남 드래곤즈 감독에 다시 취임하여 7년 만에 복귀하였다. 2006년 8월 30일 K-리그 통산 9번째로 개인 통산 100승을 달성하였으며, 2006년과 2007년 팀의 FA컵 2연패를 이끌었고, 2006년 FA컵 당시에는 '최우수 감독'으로 선정되었다. 그 능력을 인정받아 핌 페르베이크 감독의 후임으로 2007년 12월 국가대표팀에 다시 선임되어 거스 히딩크 이후 움베르투 코엘류와 요하네스 본프레러, 딕 아드보카트와 핌 페르베이크으로 이어지는 대한민국 축구 국가대표팀의 7년여에 걸쳐 외국인 사령탑 시대에 종지부를 찍게 되었다.

### 2010년 월드컵 대장정
2번째로 국가대표팀 감독에 취임하게 된 허정무는 "축구 인생을 걸겠다는 각오로 최선을 다하겠다"라는 말과 함께 2010년 남아공 월드컵 본선 진출을 향한 대장정을 시작했다. 감독 취임 후 첫 경기 평가전인 칠레전에서 0:1로 패한 후 대한민국은 아시아 3차 예선과 최종예선을 거치게 되었는데, 3차 예선 첫 경기인 투르크메니스탄전을 4:0 승리로 장식하면서 좋은 출발을 했다. 그러나 북한과의 원정 경기에서 득점없이 0:0 무승부를 거두고, 요르단과의 홈경기에서 2:2 무승부를 거두며 주춤하였다. 이후 요르단, 투르크메니스탄 원정에서 각각 1:0, 3:1 승리를 거두고 북한과의 홈경기에서 0:0 무승부를 기록하면서 3승 3무, 3조 1위로 최종예선에 진출하였다.
하지만 2008년 6월 27일에 발표된 최종예선 조편성은 험난 그 자체였다. 대한민국은 중동의 강호 사우디아라비아와 이란, 3차예선에서 맞붙었던 북한, 그리고 중동의 복병 아랍에미리트(이하 UAE)와 B조에 편성되어 죽음의 조라는 평을 받았다. 특히 사우디아라비아는 1989년 이후 19년간 이긴 적이 없는 까다로운 상대였고 이란 역시 상대전적에서 호각세를 이루는 까다로운 상대인데다 북한은 3차 예선에서만 2경기 연속 무득점 무승부를 기록한 힘든 상대였기에, 과연 허정무호가 본선에 진출할 수 있을지에 대한 의문이 제기되었다.
첫 경기는 북한과의 원정 경기였다. 전반을 무득점으로 마치고 후반 20분 북한의 홍영조에게 페널티킥을 내주었으나 허정무 감독이 발탁한 신예 기성용이 불과 4분만에 동점골을 넣어 1:1로 경기가 끝났다. 이후 UAE와의 홈 경기에서는 4:1의 대승을 거두었으며 어려운 경기로 예상된 사우디아라비아전에는 후반 32분 이근호가 선제골을 기록했고 후반 46분에는 박주영이 쐐기골까지 넣으며 사우디아라비아 원정 19년 무승 징크스를 깨고 2승 1무로 조 1위를 달리게 되었다.
사우디 아라비아 원정을 잘 마무리한 허정무호는 2009년 2월 11일 두 번째 난관인 이란 테헤란 원정 경기를 맞이하였다. 전반에 잘 싸우고도 후반 15분 자바드 네쿠남에게 프리킥 골을 허용했지만 21분 후인 후반 36분 박지성이 동점골을 넣어 1:1 무승부를 기록, '원정 팀의 지옥'이라는 테헤란에서 승점 1점을 챙기며 한숨을 돌렸다. 이후 북한과의 홈 경기에서 김치우의 후반 42분 결승골로 1:0의 승리를 거둬 마침내 무승부 사슬을 끊었고, 6월 6일 UAE와의 원정 경기에서 2:0의 승리를 거두며 2010년 남아공 월드컵 본선 진출을 확정지으며 7연속 본선 진출을 달성하였다. 또한 B조에서 남은 경기와 상관없이 조 1위를 유지할 수 있는 상황을 맞이하였다.
이후 허정무호는 사우디 아라비아와의 홈 경기에서 0:0 무승부를 기록하였고, 이란과의 홈경기에서는 후반 6분 쇼자에이에게 선제골을 허용했지만 후반 36분 박지성이 동점골을 기록하여 1:1 무승부를 기록하였다. 이에 따라 허정무호는 최종예선에서 4승 4무 B조 1위로 무패 본선 진출을 이루었다.
이후 2009년 12월 본선 조 추첨에서 대한민국은 유로 2004 챔피언인 남유럽 강호 그리스, 슈퍼스타 리오넬 메시가 이끄는 아르헨티나, 아프리카 강호이자 슈퍼 이글스 나이지리아와 B조에 편성되었다.
2010년 2월 10일 일본에서 열린 동아시아컵 2차전에서 중국에게 0:3으로 패배하면서 큰 위기를 맞았다. 무엇보다도 32년 간 이어왔던 공한증을 마감함과 동시에 대한민국 축구 역사상 최초로 중국에게 진 감독이라는 불명예 또한 갖게 되었다.
2010년 6월 12일에 있었던 첫 경기 그리스와의 경기에선 전반 7분만에 기성용의 프리킥을 이정수가 받아넣어 앞서기 시작했고 후반에 박지성이 그리스 수비수의 공을 가로채 쐐기골을 넣으며 2:0 완승을 거두었다. 이는 사상 최초로 한국인 감독의 월드컵 본선에서의 첫 승이었다.
그러나 6월 17일 아르헨티나와의 두 번째 경기에서는 수비 위주의 전술을 폈으나 2점을 먼저 내주었고 전반 종료 직전 이청용이 상대 수비수의 공을 가로채 그림같은 골을 넣으며 1:2로 따라갔지만, 후반에 2골을 추가로 내주며 결국 1:4로 대패하였다. 한편 대한민국에게 패했던 그리스가 나이지리아를 상대로 2:1 승리를 거둔 덕에 B조는 아르헨티나-나이지리아 양강상태가 된 것을 모면했으며 대한민국의 16강 진출 여부는 나이지리아와의 최종전으로 넘어갔다.
2010년 6월 23일, 16강의 운명을 결정지을 나이지리아와의 경기가 열렸다. 전반 초반 수비 실책으로 인해 선제골을 허용했지만 첫 경기 그리스전 선제골의 주인공 이정수가 또 다시 기성용의 프리킥을 받아 동점골을 기록하였고, 후반 시작과 함께 박주영의 그림같은 프리킥 역전골이 터지면서 16강 진출이 눈앞에 다가왔다. 그러나 교체 투입된 김남일의 무리한 태클로 페널티킥 동점골을 허용하였고, 이후 여러차례 위기 상황이 발생했지만 이를 잘 극복하고 경기는 2:2 무승부로 끝났다. 그 와중에 다행히 아르헨티나 대 그리스 전에서 아르헨티나가 그리스를 2:0으로 승리한 덕에 대한민국은 1승 1무 1패의 성적으로 각각 1승 2패, 1무 2패를 거둔 그리스와 나이지리아를 제치고 B조 2위를 기록, 사상 최초로 원정 월드컵 16강을 달성하였다.
6월 26일에 펼쳐진 16강전의 상대는 남미의 강호 우루과이였다. 특히 허정무 감독이 20년 전 1990년 FIFA 월드컵에서 국가대표팀 트레이너로 있을 적에 당했던 0:1 패배를 설욕할 수 있는 기회였다. 전반 초반 루이스 알베르토 수아레스에게 불의의 일격을 당해 끌려가다가 후반 중반 이청용의 멋진 헤딩 동점골로 상승세를 탔지만, 다시 루이스 알베르토 수아레스에게 골을 허용해 1:2로 끌려갔다. 결국 우루과이에 1:2로 패배해 대한민국 대표팀은 16강 진출에 만족해야 했다.

### 인천 유나이티드
월드컵 대장정을 마친 후 2010년 8월 22일, 본인 사정으로 시즌 중 팀을 떠난 일리야 페트코비치 감독의 뒤를 이어 인천 유나이티드의 감독직을 맡게 되었다. 2011년 시즌 도중 수비 중심의 전략으로 부진한 성적을 기록하자 구단 팬들로부터 청문회를 당하기도 했다. 2011년에 부진한 성적을 보여 팬들의 비난을 받자 "2012시즌 성적 못 내면 옷 벗겠다"며 응수했다. 그리고 결국 자신의 말대로 그는 2012년에도 부진한 성적을 내고, 2012년 4월에 감독직을 사퇴했다. 이후 2014년 대전 시티즌의 기술자문위원으로 취임하였다.

## 행정가 경력
2013년 1월 대한축구협회장 선거에서 프로연맹총재인 정몽규가 선출되면서 3월 대한축구협회 부회장으로 선임되었다.
2014년 7월 10일 2014 브라질 월드컵에서 1무2패로 성적부진으로 부회장을 사퇴했다.

## 정치 경력
2016년 대한민국 제20대 국회의원 선거에 새누리당의 비례대표 후보자에 등록하였다. 비례대표 32번을 받았으나 최하위로 탈락하였다.

## 기타
끈질기고 과감한 플레이 특성과 우직하고 독선적인 면이 있는 성격으로 진돗개라는 별명을 얻었다.
축구 해설은 1996년부터 시작하였다. 1998년 프랑스 월드컵에서 SBS 축구 해설을 하였고, 2001년 초 KBS의 축구 해설 위원이 되어, 이듬해 2002년 월드컵 때 KBS의 주요 경기 해설을 맡았다. 2010년 아시안 게임부터 현재까지 MBC의 축구 해설 위원을 맡고 있다.
2005년, 전라남도의 명예 홍보대사로 위촉되었다.

## 경력 목록

### 클럽 경력
- 1978년 ~ 1980년  한국 전력 (아마추어)
- 1978년 ~ 1980년  해병대 (군복무)
- 1980년 ~ 1983년  PSV 에인트호번
- 1984년 ~ 1986년  현대 호랑이

### 국가대표팀 경력
- 1984년 AFC 아시안컵 대표
- 1986년 FIFA 월드컵 대표

### 지도자 경력
- 1989년 ~ 1990년  대한민국 트레이너
- 1991년 ~ 1992년  포항 제철 아톰즈 코치
- 1993년 ~ 1995년  포항 아톰즈 감독
- 1993년 ~ 1994년  대한민국 축구 국가대표팀 코치
- 1995년  대한민국 축구 국가대표팀 감독
- 1996년 ~ 1998년  전남 드래곤즈 감독
- 1998년 ~ 2000년  대한민국 축구 국가대표팀 감독
- 2004년  대한민국 축구 국가대표팀 수석코치
- 2005년 ~ 2007년  전남 드래곤즈 감독
- 2007년 ~ 2010년  대한민국 축구 국가대표팀 감독
- 2010년 ~ 2012년  인천 유나이티드 감독
- 2014년  대전 시티즌 기술자문위원

### 행정가 경력
- 2013년 ~ 2014년 대한축구협회 부회장
- 2015년 ~ 2019년 한국프로축구연맹 부총재
- 2019년 ~  재단법인 하나금융축구단 이사장

### 축구 해설 경력
- 1998년 프랑스 월드컵 SBS해설위원
- 2002년 한일월드컵 KBS해설위원
- 2010년 광저우 아시안게임 MBC해설위원
- 2012년 런던 올림픽 MBC해설위원
- 2026년 K리그1,2 KBSN 해설위원

### 광고 출연 경력
- 현대자동차 포니 엑셀 / 프레스토

## 수상 내역

### 개인
- 1979년 체육훈장 백마장
- 1984년 K리그 베스트 11 선정
- 1986년 체육훈장 거상장
- 1997년 프로축구 빅스포상 수상
- 1997년 FA컵 지도자상 수상
- 1999년 AFC 선정 2월의 감독
- 2006년 FA컵 최우수 지도자상 수상
- 2007년 제21회 스포츠서울 올해의 프로축구 대상 올해의 감독상 수상

### 클럽

#### PSV 에인트호번
- 에레디비시 준우승 1회 (1982-83 시즌)

#### 현대 호랑이
- 프로축구선수권대회 우승 1회 (1986년)

### 감독

#### 포항 아톰즈
- 리그컵 우승 1회 (1993년)

#### 전남 드래곤즈
- K리그 준우승 1회 (1997년)
- FA컵 우승 3회 (1997년, 2006년, 2007년)
- 리그컵 준우승 1회 (1997년)

#### 대한민국 축구 국가대표팀
- AFC 아시안컵 3위 1회 (2000년)
- 동아시아컵 우승 1회 (2008년), 준우승 1회 (2010년)
- FIFA 월드컵 16강 (2010년)

### 수훈 훈장
- 체육훈장 백마장 (1979년 3월 9일)
- 체육훈장 거상장 (1986년 10월 6일)

## 참고 문헌
- KFA 리포트 나의 선수 시절 - 허정무' 집념이 탄생시킨 또 한 명의 슈퍼스타
- 허정무 “마라도나·크루이프와 대결, 어떻게 잊겠어요”